# Isaac Rosenberg
Isaac Rosenberg (Bristol, 25 novembre 1890 – Somme, 1º aprile 1918) è stato un poeta, pittore e militare inglese ed è considerato uno dei più importanti tra i poeti della grande guerra. Morì sul fronte francese pochi mesi prima della fine della guerra.

## Biografia

### La giovinezza
Isaac Rosenberg era nato a Bristol, secondo di sei figli di Barnett e Hacha Rosenberg, che erano ebrei ortodossi di origine russa, provenienti da Dvinsk (ora in Lettonia). Nel 1897 la famiglia si trasferì in un quartiere povero della East End di Londra, con una forte presenza della comunità ebraica.

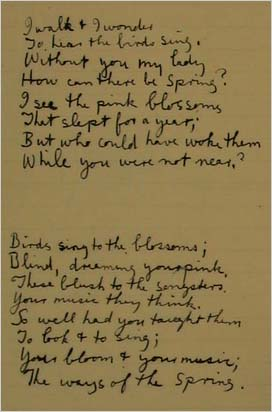
Isaac Rosemberg, manoscritto della poesia Spring (Primavera), 1917

Isaac frequentò la scuola primaria di "St. Paul's Whitechapel", fino a quando la sua famiglia si trasferì a Stepney nel 1900. Lì iniziò a frequentare la scuola ebraica di Baker Street, ma all'età di quattordici anni lasciò la scuola per diventare un apprendista in uno studio di incisore in Fleet Street.

Interessato fin da giovanissimo sia alla poesia che all'arte visiva, cominciò a frequentare corsi serali presso la scuola d'arte 'Birkbeck College'. Completò il suo apprendistato nel 1911 e, dopo essersi procurato i soldi necessari grazie alla generosità dei suoi amici, iniziò a frequentare la Slade School of Fine Art all'University College di Londra (UCL).

Durante la sua permanenza alla Slade School, Rosenberg ebbe come amici e compagni di studio, tra gli altri, David Bomberg, Mark Gertler, Stanley Spencer, Paul Nash, Edward Wadsworth, Dora Carrington e Christopher R.W. Nevinson. Sotto la guida di Laurence Binyon e Edward Marsh Isaac iniziò a scrivere seriamente poesie e nel 1912 pubblicò una prima raccolta di dieci poesie,"Night and Day" ('Notte e giorno'). Nel 1914 espose anche alcuni suoi dipinti alla Whitechapel Art Gallery.

Nello stesso 1914, nel tentativo di curare la bronchite cronica di cui soffriva ed evitare comunque un peggioramento della salute già precaria, Rosenberg decise di trasferirsi al clima più caldo di Città del Capo in Sudafrica, dove viveva la sorella Mina.

Mentre era a Città del Capo scrisse alcune poesie sulla guerra che era ormai iniziata. Mentre altri poeti esaltavano la guerra come sacrificio patriottico, Rosenberg nei suoi componimenti era molto critico. Tuttavia, soprattutto per contribuire a sostenere la madre, tornò in Inghilterra nel mese di ottobre del 1915, anno in cui pubblicò la sua seconda raccolta di poesie, "Gioventù" ('Youth').

### La Prima Guerra Mondiale
Nonostante fosse un convinto pacifista, Rosenberg decise di arruolarsi nell'esercito britannico, non per patriottismo, ma piuttosto per 'povertà'. Rosenberg fu prima assegnato al 12º Battaglione del 'Reggimento Suffolk' e successivamente trasferito al 1º Battaglione del 'King's Own (Reggimento Royal Lancaster)'. Nel giugno del 1916 fu inviato con il suo battaglione a combattere sul Fronte occidentale in Francia. Durante la guerra continuò a scrivere poesie mentre prestava servizio in trincea, tra cui "Break of Day in the Trenches" ('Nascita del giorno in trincea'), "Returning we Hear the Larks" ('Tornando sentiamo le allodole') e "Dead Man's Dump" ('Avanzi di uomo morto').
La sua partecipazione alla guerra fu per lui una terribile esperienza, a tal punto che si sentiva costretto a scrivere su di essa, e tutte le sue poesie di quel periodo sono segnate da toni apocalittici, anche se sembra considerare le vicende in modo distaccato.
Rimase ucciso all'alba del 1º aprile 1918, probabilmente per mano di un cecchino, nella località di Fampoux, a nord-est di Arras.
Fu sepolto in una fossa comune, ma nel 1926 i suoi resti sono stati identificati e sepolto nel Bailleul Road East Cemetery, Saint-Laurent-Blangy, Passo di Calais, in Francia.

## Eredità artistica

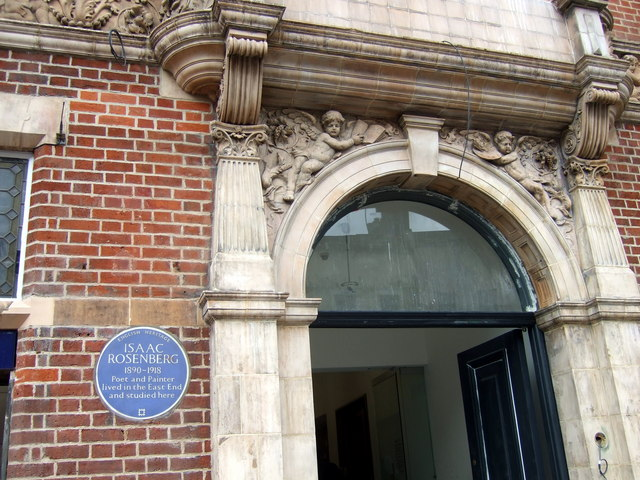
Targa posta a ricordo di Isaac Rosenberg sulla facciata della Whitechapel Library

Tutte le sue poesie furono raccolte nel volume postumo delle 'Opere' ("Collected works"), pubblicate nel 1937.
I suoi autoritratti sono conservati presso la National Portrait Gallery e la Tate Britain.
Fuori la Whitechapel Library si trova una targa commemorativa che ricorda Isaac Rosenberg.
Rosenberg è anche tra i sedici poeti della prima guerra mondiale commemorati su una pietra di ardesia collocata l'11 novembre 1985 nell’Angolo dei poeti nell'Abbazia di Westminster.
Paul Fussell, nel suo saggio "La grande guerra e la memoria moderna" ( 'The Great War and Modern Memory' ), considerato lo studio di maggiore riferimento per la letteratura inglese della prima guerra mondiale, identifica "Nascita del giorno in trincea" di Isaac Rosenberg come  'la più grande poesia della guerra'